# Thurman Munson

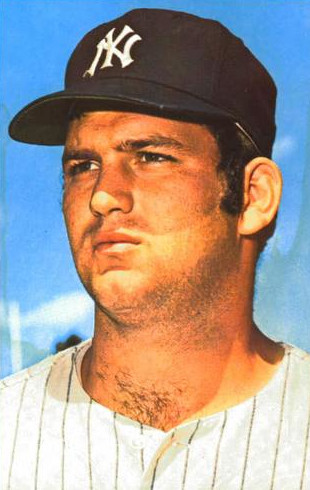
Thurman Munson 1970

Thurman Lee Munson (7 de junho de 1947 – 2 de agosto de 1979) foi um jogador de beisebol que jogou toda a sua carreira no New York Yankees (1969-1979).
Nascido em Akron, Ohio, Munson tornou-se o primeiro capitão dos Yankees desde Lou Gehrig. Ele liderou o time para a disputa de três World Series, vencendo duas delas (1977 e 1978).
Munson morreu com 32 anos de idade quando praticava aterrizagens com o seu jato. Na queda, quebrou o pescoço e a causa da morte foi asfixia. Os seus dois companheiros que estavam a bordo escaparam com vida.

## Estatísticas

### Números
- Aproveitamenton o bastão: 29,2%
- Rebatidas: 1 558
- Home runs: 113
- Corridas impulsionadas: 701

### Prêmios
- 2 × Campeão da World Series (1977, 1978)
- MVP da temporada de 1976 da Major League Baseball
- 7× All-Star (1971, 1973, 1974, 1975, 1976, 1977, 1978)
- 3× Campeão do prêmio Gold Glove Award (1973, 1974, 1975)
- Novato do Ano (1970)
- Capitão do time do NY Yankees (1976–1979)
- Camisa (#15) aposentada pelo New York Yankees